# Pandebu
Pandebu (auch Pandebu-Tokpombu) ist eine Stadt in Sierra Leone. Sie liegt südöstlich von Kenema nahe der Grenze zu Liberia im Distrikt Kenema in der Ost-Provinz.
Die Bevölkerung der Stadt besteht traditionell zum Großteil aus Mende. 1974 wurden 3309 und 1985 10.944 Einwohner gezählt. Der Anstieg beruht auf Zuwanderung infolge Diamantenvorkommen in der Region. Mit Stand 2004 lebten mehr als 20.000 Menschen in der Stadt.